# 縞模様

ギリシャの国旗には青と白の縞模様が含まれている。

縞模様（しまもよう）は、2色以上の異なる色または同色の濃淡を用いて複数の平行もしくは交差する線で構成された文様の総称。縞柄あるいは縞とも。特に交差する色柄は格子と呼ばれており、縞模様は平行の模様の縦縞や横縞と、交差する模様の格子縞に大別される。英語を借りて、ストライプ（英語: stripe、縦縞・横縞）、チェック（英語: check、格子）等とも呼ぶ。

## 概説
縞模様は単純ながら線の幅と配色によって無限の広がりがあり、変化に富むため新鮮な印象を与えることができる。
漢字の「縞」は本来は白絹・練絹を意味する。日本語には古くは縞についての呼称がなく、平行の縞模様を筋や条、段、また縦横に交差するものを格子と呼んだが、16世紀以降、舶来品として縞地の織物が流行し、これを「島渡り」「島物」「奥島」等と呼んだところから、転じて複数の線から成る文様を「縞」と呼ぶようになった。言語によっては、線が平行する模様と交差する模様をよりはっきりと区別する場合もある。
縞模様の布地は古来より世界各地で生産され、模様として認識しやすいことなどから、縞模様の衣服や飾り等が特定の意味合いを持たされた例も数多い。
縞模様には視覚的にモアレと呼ばれる現象を生じることが知られている。

## 縞模様の歴史
縞模様は、織機を用いて布（織物）を作る際に、先に染めた多色の糸を用いることで、比較的容易に織り出すことのできる模様であることから、古くから世界各地で生産されてきたと考えられている。

### ヨーロッパ

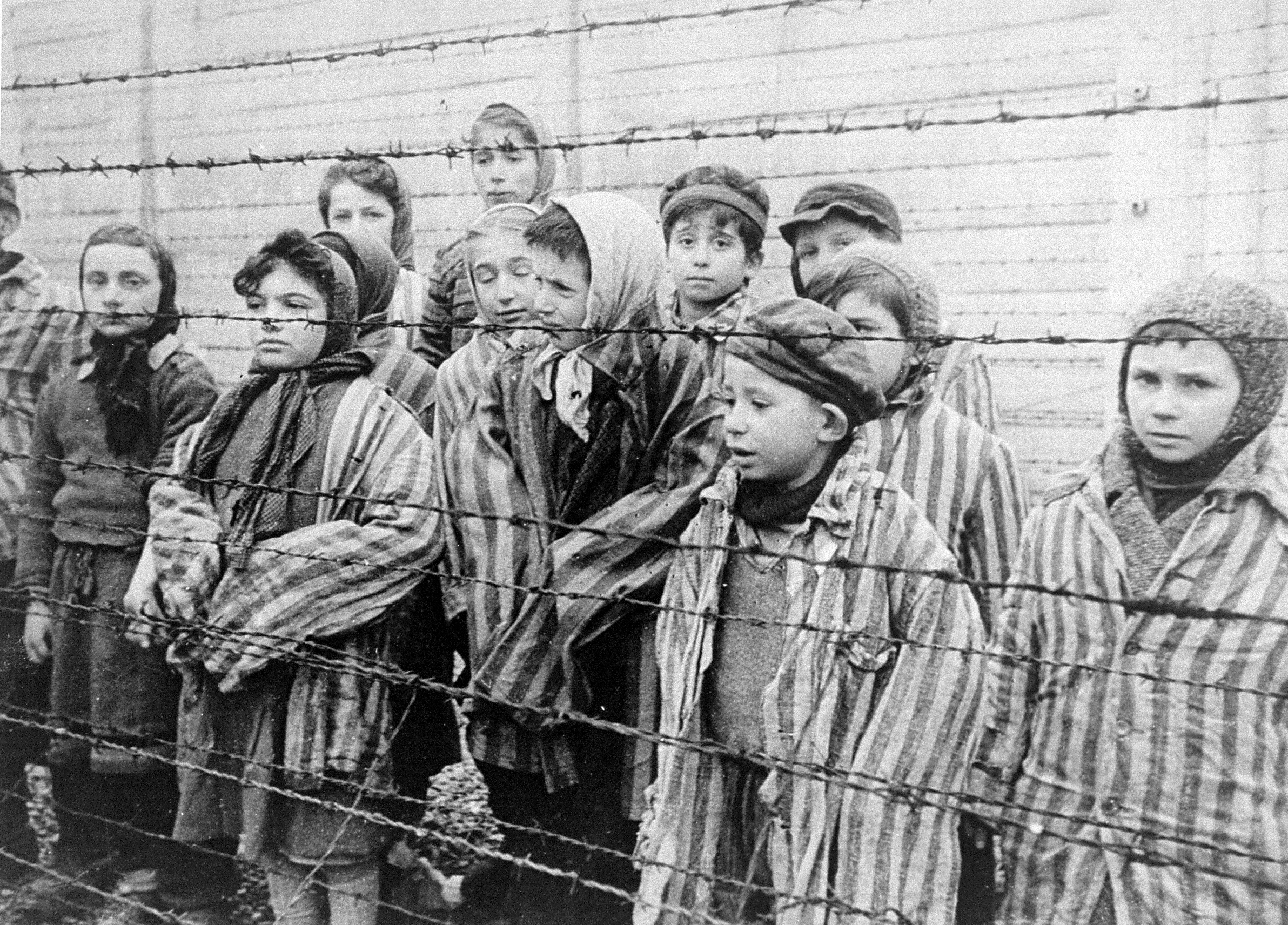
縞模様の服を着たアウシュヴィッツ強制収容所の子供たち（1945年）

中世ヨーロッパにおいては、縞模様は悪魔の模様とされ、聖職者は縞模様を含む多色を用いた服装を禁じられる一方、道化や私生児、農奴、売春婦、犯罪者、異端者、異教徒、障害者等に、ミ・パルティや縞模様の衣服・服飾品の着用が強制される事例も多かった。その影響下に、20世紀に至るまで、囚人服にもしばしば縞模様が用いられた。
また紋章においては、しばしば特定の色の縞模様が特定の人物や家等を示すものとして用いられた。紋章の影響を受けた近現代の国旗にも、縞模様をデザインしたものが多くある。現実世界の紋章における縞模様には悪い意味はなかったが、中世ヨーロッパの文学や絵画などの創作世界においては、縞模様の衣服や紋章がその人物が悪人であることを示唆する道具として用いられた。
18世紀以降のスコットランドでは、特定の色のタータン（格子縞）が家を表わすものとして発展した。

### アジア

#### インド
インドの特産品には綿花があり肌触りのほか鮮やかな色彩を施すことができるという特徴を持っている。17世紀にはインドの綿織物がインド・キャリコとしてヨーロッパで大流行し、絹織物や毛織物の時代から綿織物の時代へと変わるいわゆる衣服革命をもたらした。インドの綿製品はオランダによって日本にももたらされ、サントメ産（チェンナイ南部のマイラポール産）の桟留縞やベンガル産の弁柄縞として江戸町人の間に流行した。

#### 日本

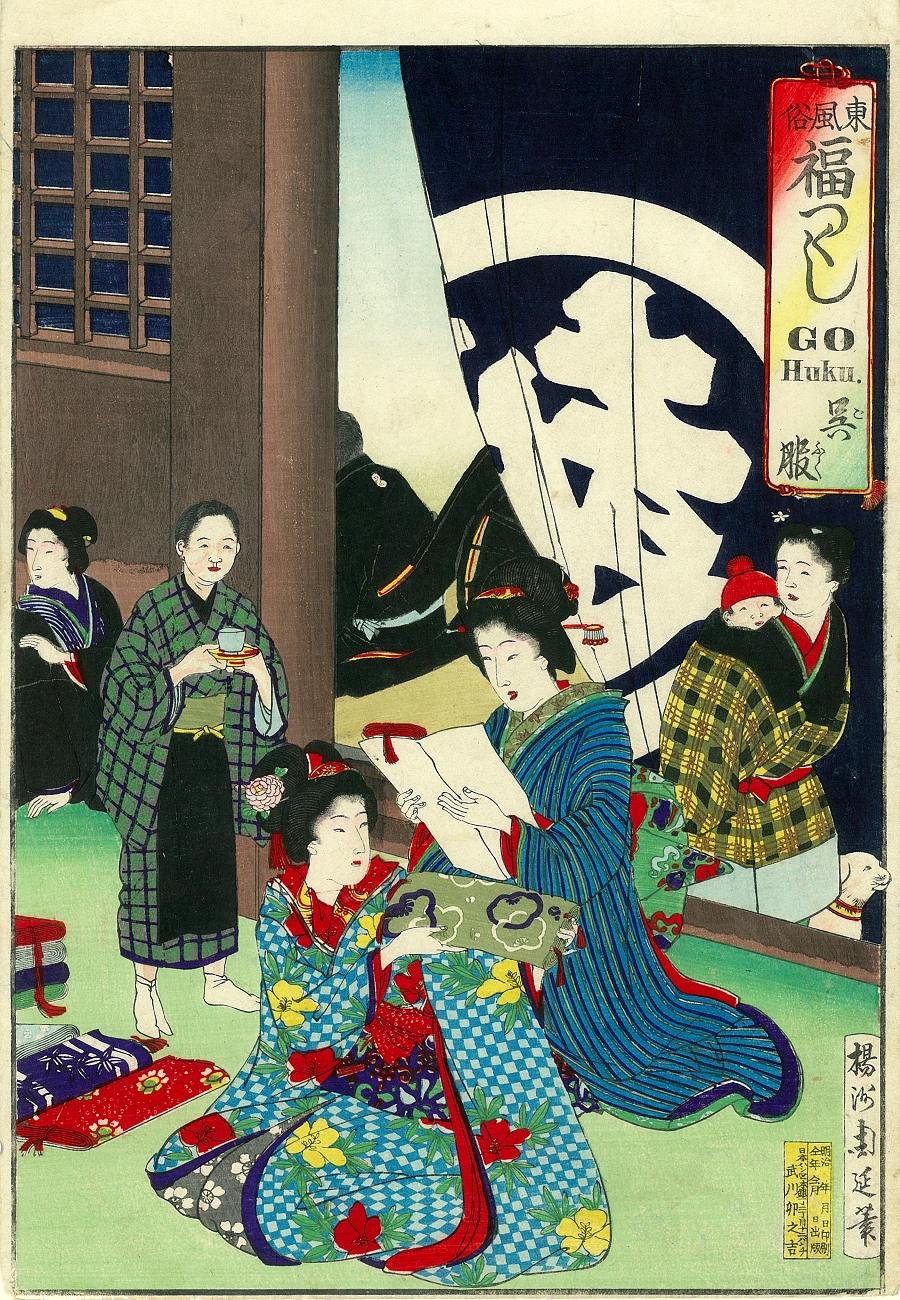
さまざまな縞の和服を描く楊洲周延「東風俗福つくし 呉服」明治22年（1889年）

正倉院伝来の染織品には縞のものも含まれるが、平安時代以降の公家の衣服には縞はほとんど用いられず、主に庶民や下級武士が用いたと考えられている。ただし、武士の着用する鎧や兜は、縅によって段模様が作られることから、このような横縞は武士の家柄や階級を表す模様とされた。
16世紀中頃から、日明貿易や南蛮貿易により、中国南部やインド、東南アジア産の縞柄の絹織物や綿織物が渡来し、間道や甲比丹（かぴたん）、奥島、島木綿等と呼ばれて流行するようになった。やがて「島」に「縞」の字を充てるようになったと言われる。舶来の縞織物（名物裂）は、特に茶道具として珍重された。江戸時代初期には横縞が流行し、縦縞は遊女が小袖に使用する程度であったが、中期には、木綿の流通とともに国内でも縦縞の織物が盛んに生産され、庶民の服装へも大いに取り入れられ、「縞のお召し（縦縞模様のお召し縮緬の着物）」が粋の象徴とされるまでになった。桟留縞（サントメ）、弁柄縞（ベンガル）等、外国の地名を冠した縞もあり、特に「唐桟留」を略した唐桟（とうざん）は町人の間で珍重された。また歌舞伎の衣装を通じて、芝翫縞や団十郎格子（三升格子）、菊五郎格子等、さまざまな縞や格子の役者模様が流行した。織物工房や問屋、また自家用に縞の裂地を張りつけた縞帳も多く残されている。
日本において特別な意味合いを持つ縞模様に、斑幕（まだらまく）がある。斑幕には紅白幕、鯨幕、浅黄幕のほか、紺白幕、紫白幕、黒黄幕などがある。白と黒の鯨幕は大正以降弔事に用いる機会が増えたが、本来は慶弔問わず使用する縞模様で、紅白幕より歴史が古く、また格式が高いとされている。

## 縞模様の種類

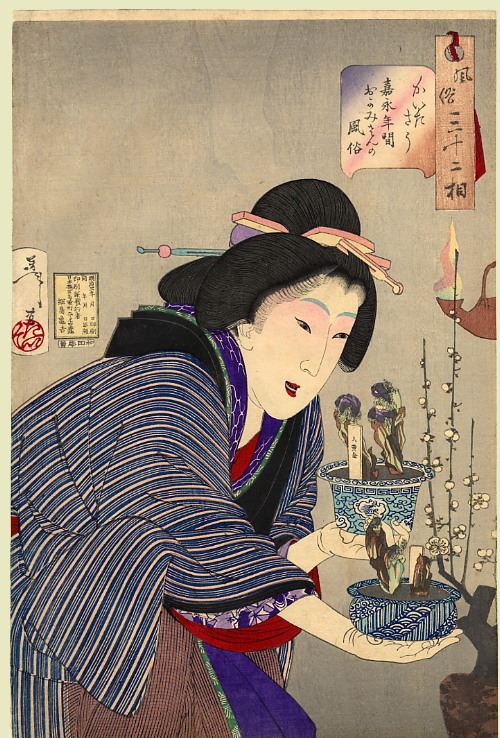
月岡芳年『風俗三十二相』より「かいたそう」嘉永年間（1848年〜1854年）の風俗として四筋縞の長着が描かれている。明治21年（1888年）

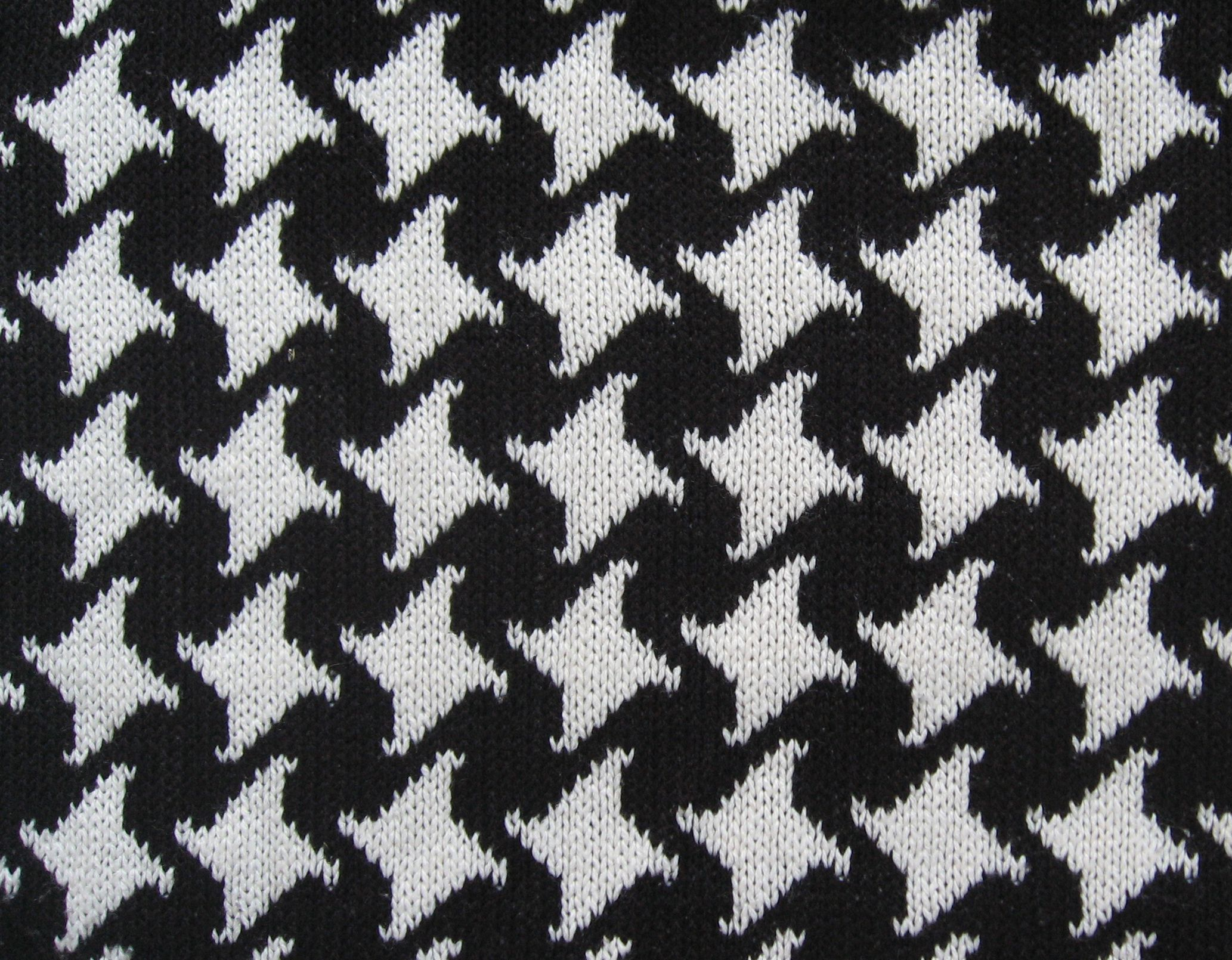
千鳥格子（ハウンドツース）

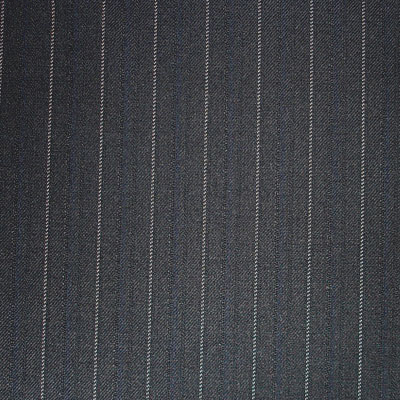
ピンストライプ

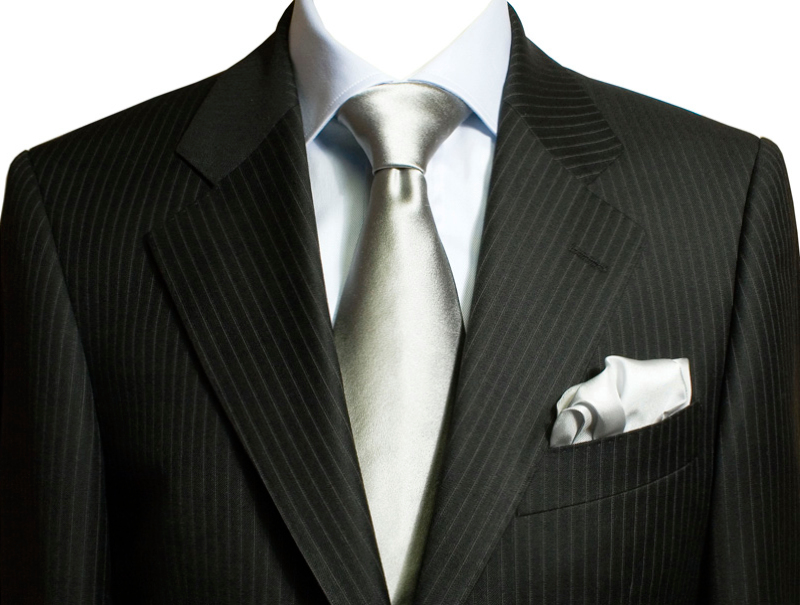
チョークストライプのスーツ

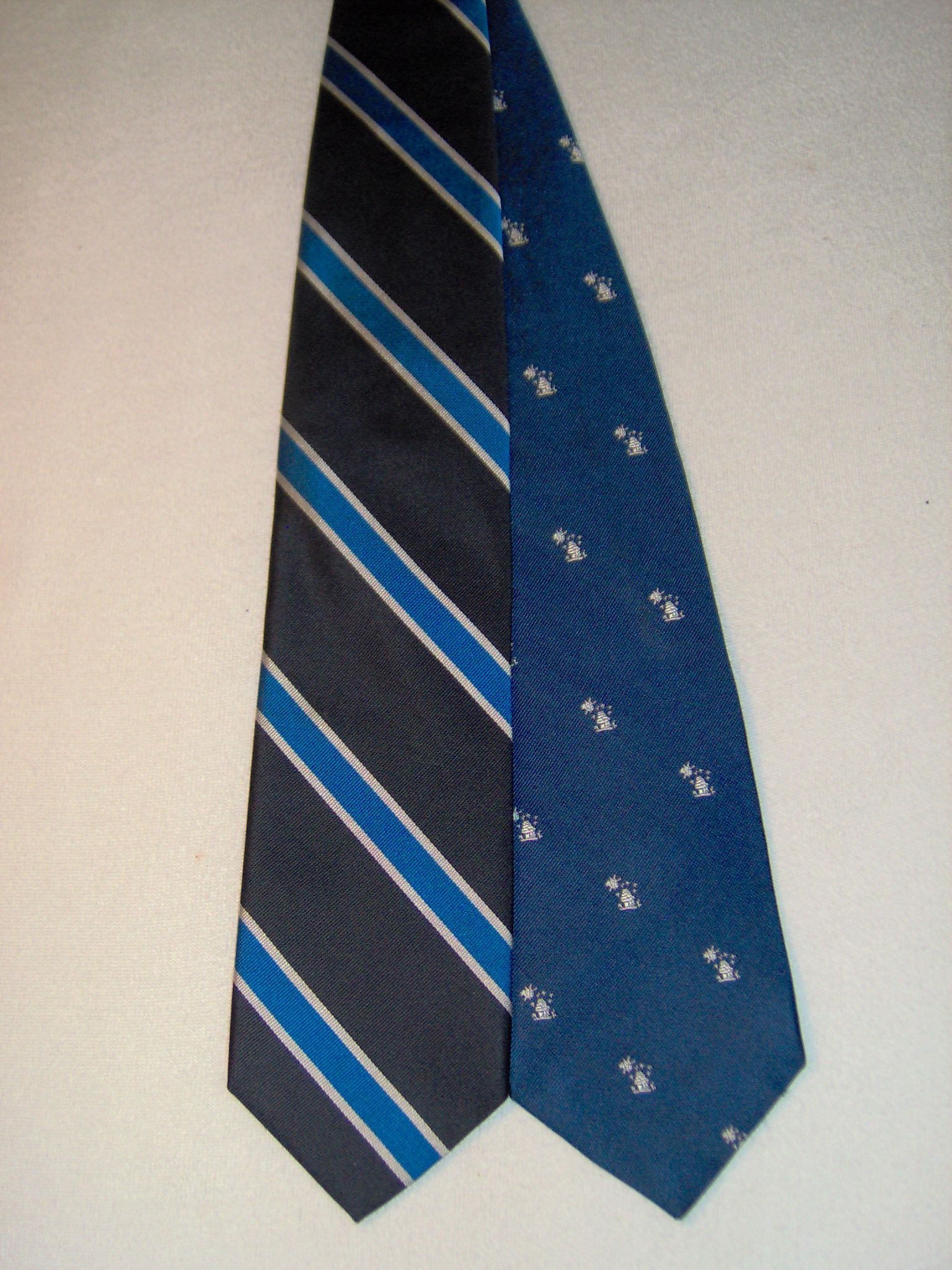
レジメンタルと小紋のネクタイ

日本語の「縞」は縦縞・横縞・格子縞に大別される。また斜め方向のものは、斜め縞と呼ばれる。更に、色の数や配色、線の間隔等によってさまざまな特定の名称を持つ縞模様がある。日本では江戸時代に縞模様が流行し、さまざまな名称の縞が生みだされた。
また、西洋語にもさまざまな名称の縞模様があり、明治時代以降の洋服の隆盛もあって、英語由来のものを中心に多く外来語として取り入れられている。なお、日本語では格子模様を縞に含めるが、外来語では縦縞・横縞はストライプ、格子柄はチェックやタータン（英語: tartan）、プラッド（英語: plaid）として区別される。チェックとタータン（プラッド）は広義にはいずれも格子模様を指すが、厳密にはチェック（check、チェッカー checker、チェッカード checkerdとも）は同形の正方形を組み合わせた市松模様（石畳）を、タータン（プラッド）は多色の線がさまざまな間隔で交差する格子縞を指す。また、服の縁を縁取る横縞を特にボーダーというが、転じて横縞全般をボーダーともいう。

### 代表的な「縞」
- 千筋（せんすじ）・万筋（まんすじ） - 2色で構成された極細の縞。千筋のほうが幅広とも[9]、万筋は濃淡が対比的な2色で作るともいう[10]。
- 算盤縞（そろばんじま） - 算盤の玉のような形をつないだ縞[11]。
- 棒縞 - 太い縞
- 金通縞（きんつうじま・きんとおしじま） - 2本の太めの線が組になり、各組の間に間隔のある縞
- 子持縞（こもちじま）・親子縞・孝行縞 - 太い線と細い線が組になった縞。太さの違いが少ないものは夫婦縞等とも
- 矢鱈縞（やたらじま）・乱縞（らんじま） - 線の間隔が不規則な縞
- 滝縞 - 線の太さが連続的に変化している縞。シェイディッドストライプ
- 鰹縞（かつおじま） - 鰹の体色の如く、線の色が一本ずつ濃淡が変化する縞[1]
- よろけ縞 - よろけた線の縞
- 吹流し縞 - 吹き流しのように見える縞
- うねり縞 - 波線の縞
- 折れ縞 - ジグザグ線でできた縞
- 真田縞 - 真田紐のような模様が織り込まれた縞
- 関東縞 - 江戸時代末期に流行した細い縦縞。赤糸が入るものが多い
- 格子縞
  - 碁盤縞 - 碁盤の目のように等間隔に細い線が交差する格子
  - 弁慶縞 - 2色の線を縦横双方に用いた格子
  - 千鳥格子 - 千鳥のように見える格子。ハウンドツース。

### 代表的なストライプ
- ヘアライン・ストライプ - 織り糸の色を1本ずつ交互に変えた極細縞。刷毛目縞。遠目で見ると無地に見える。
- ピン・ストライプ - 針のような極細の縞。また針の頭をつないだような点線の縞（ピンヘッド・ストライプ）。背広等によく使われる。
- ペンシル・ストライプ - 鉛筆で引いた程度の太さの縞。
- チョーク・ストライプ - 黒板に白墨で線を引いたような、黒や濃紺の地にややぼやけた白線の縞
- ブロック・ストライプ - 太幅の等間隔の縞。オーニング・ストライプ（特に色の派手なもの）
- ロンドン・ストライプ - 単色もしくは2色程度で5mm位の細幅の線が等間隔に並ぶ縞
- シックンシン・ストライプ - 太い線と細い線が交互に並んだストライプ。子持縞。
- オルタネート・ストライプ - 2種類の縞を交互に並べた縞。単に2色の線を交互に配置したものも含む。
- マルチカラー・ストライプ - 3色以上の色を使ったストライプ、太さやストライプの幅も様々。
- ゼブラ・ストライプ - 白と黒の縞模様
- ヒッコリー・ストライプ - 作業着等に使われる厚手の綾織地ヒッコリーに特徴的な紺と白の細縞
- レジメンタル・ストライプ - 英国の連隊旗に由来する太めで色のはっきりした縞。ネクタイに斜め縞としてよく使われる。
- シャドー・ストライプ - 右撚りと左撚りの糸を交互に用いて織り出す縞。光の当たり方で見え方が変わる。かげ縞。
- ヘリンボーン - 綾の方向を交互に変えた縞。杉綾

## 動物の縞模様

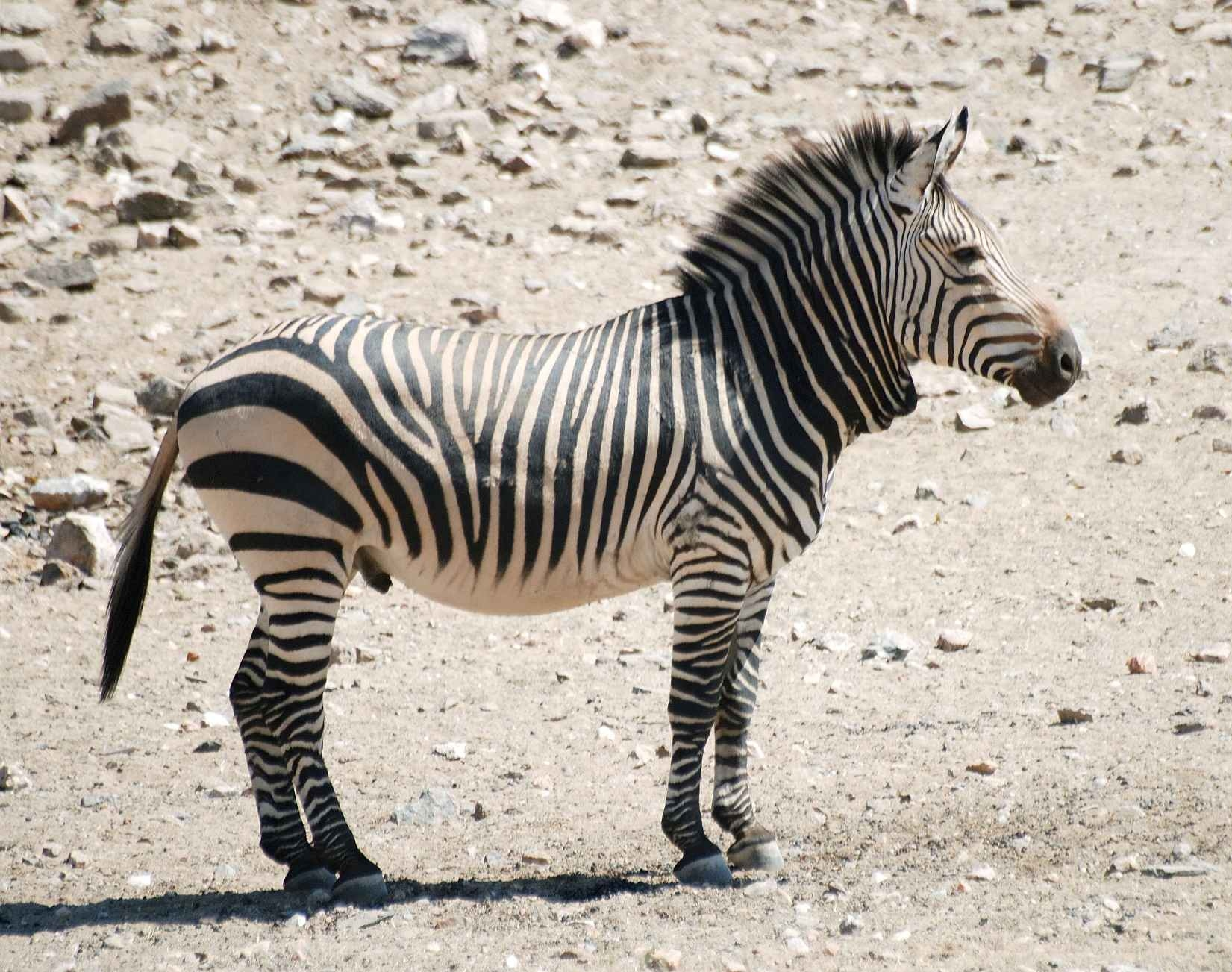
シマウマ

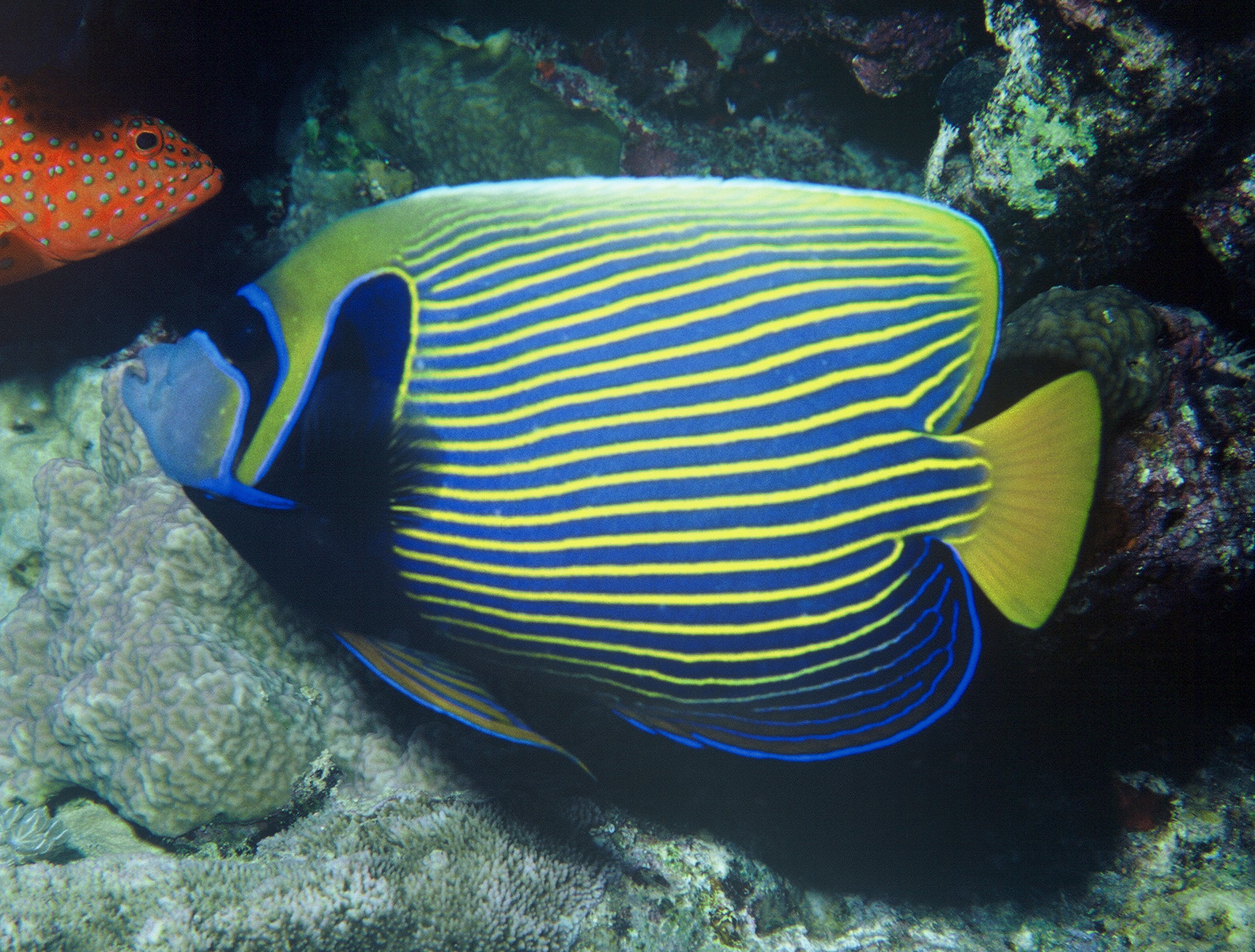
タテジマキンチャクダイ

縞模様は自然界にも存在する。トラやシマウマは縞模様の体毛を持つことで知られ、虎縞、虎斑などの表現もある。トラマルハナバチ、トラカミキリ、トラフシジミなどは縞模様が特徴的なことから「トラ」を和名にもつ生物種である。
自然界における縞模様には、体を隠す効果があるものと、逆に目立たせる効果があるものがあると考えられている。例えばシマウマでは、草原の中で集団でいることによって、縞模様が混じり合い、全身の姿を捉えにくくしていると考えられる。また、目の回りに部分的な縞模様を持つ動物は、縞によって目の位置を隠す効果があると考えられる。一方、サンゴヘビやアシナガバチなどの有毒種は目立つ縞模様（警告色）によって危険性を誇示していると考えられている。
なお、動物学においては、前後軸に対して平行方向を縦、垂直方向を横とするため、例えばトラやシマウマは「横縞」となり、地面に対しての角度をもとに縦横を考えると違和感がある。タテジマキンチャクダイは「縦縞」を名前に持つが、動物学の知識がなければ、横縞に見えるとも言える。
吸血昆虫は、縞模様を忌避する傾向にある。